# Liste der Menhire in Niedersachsen und Bremen
Die Liste der Menhire in Niedersachsen umfasst alle bekannten Menhire auf dem Gebiet des heutigen Bundesländer Niedersachsen und Bremen.

## Liste der Menhire
- Menhir: Nennt die Bezeichnung des Menhirs sowie gebräuchliche Alternativbezeichnungen
- Ort: Nennt die Gemeinde und ggf. den Ortsteil, in dem sich der Menhir befindet.
- Landkreis: Nennt den Landkreis, dem die Gemeinde angehört. GÖ: Landkreis Göttingen; GS: Landkreis Goslar; HB: Freie Hansestadt Bremen; LER: Landkreis Leer; LG: Landkreis Lüneburg; OL: Landkreis Oldenburg; OS: Landkreis Osnabrück; ROW: Landkreis Rotenburg (Wümme); STD: Landkreis Stade; UE: Landkreis Uelzen; VER: Landkreis Verden; WTM: Landkreis Wittmund
- Typ: Unterscheidung verschiedener Untertypen:[1]
  - Menhir: ein einzeln stehender, unverzierter und selten mit einem Grab verbundener Stein
  - verzierter Menhir: ein einzeln stehender, verzierter und nicht mit einem Grab verbundener Stein
  - Grabstele: ein auf einem Grabhügel stehender Stein
  - Menhiranlage: eine Gruppe aufgerichteter Steine mit anderer als kreisförmiger oder linearer bzw. mit unklarer Anordnung
  - Steinkreis: eine Gruppe aufgerichteter Steine mit kreisförmiger Anordnung
  - Steinreihe: eine Gruppe aufgerichteter Steine mit linearer Anordnung
  - Rillenstein: ein aufgerichteter Stein mit Rillenverzierung
  - Monolith: sonstiger Stein mit Menhircharakter

### Menhire in Niedersachsen
| Menhir                                                      | Ort                             | Landkreis | Typ               | Anmerkungen | Bild                        |
| ----------------------------------------------------------- | ------------------------------- | --------- | ----------------- | --- | --------------------------- |
| Menhiranlage von Ahlhorn („Zwölf Apostel“, „Apostelsteine“) | Großenkneten, OT Ahlhorn        | OL        | Menhiranlage      | |                             |
| Menhir von Ardorf („Hilgensteen“, „Hilgenstein“)            | Wittmund, OT Ardorf             | WTM       | Monolith          | | Hilgensteen                 |
| Sonnenstein von Beckstedt                                   | Colnrade, OT Beckstedt          | OL        | verzierter Menhir | | Sonnenstein von Beckstedt   |
| Steinkreis von Bentstreek („Der Hunt“)                      | Friedeburg, OT Bentstreek       | WTM       | Steinkreis        | |                             |
| Rillenstein von Bliedersdorf                                | Bliedersdorf                    | STD       | Rillenstein       | |                             |
| Rillenstein von Borchel                                     | Rotenburg (Wümme), OT Borchel   | ROW       | Rillenstein       | vor dem Heimatmuseum in Rotenburg aufgestellt |                             |
| Menhir von Bredelem                                         | Langelsheim, OT Bredelem        | GS        | Monolith          | als Wandstein in einem Galeriegrab eingebaut. Heute im Braunschweigischen Landesmuseum, Abteilung Archäologie in Wolfenbüttel. Beim rekonstruierten Grab wurde eine Kopie aufgestellt. | Menhir von Bredelem (Kopie) |
| Menhir von Burhafe („Foskort“, „Foßkutt“, „Vosskutt“)       | Wittmund, OT Burhafe            | WTM       | Monolith          | möglicherweise Überrest eines Großsteingrabes oder eines Steinkreises |                             |
| Rillenstein von Daudieck                                    | Horneburg, OT Daudieck          | STD       | Rillenstein       | zu einem modernen Grabstein umfunktioniert | Rillenstein von Daudieck    |
| Menhir von Elsdorf                                          | Elsdorf                         | ROW       | Rillenstein       | heute im Museum Steinzimmer Anderlingen aufgestellt |                             |
| Bildstein von Gerkenhof                                     | Kirchlinteln, OT Gerkenhof      | VER       | verzierter Menhir | heute im Historischen Museum in Verden (Aller) |                             |
| Sonnenstein von Harpstedt                                   | Harpstedt                       | OL        | verzierter Menhir | | Sonnenstein von Harpstedt   |
| Steinreihe von Hekese                                       | Berge, OT Hekese                | OS        | Steinreihe        | verbindet zwei Großsteingräber miteinander | Steinreihe von Hekese       |
| Rillenstein von Hollenbeck                                  | Harsefeld, OT Hollenbeck        | STD       | Rillenstein       | ehemals im Schwedenspeicher-Museum in Stade, heute beim Hollenbecker Dorfplatz in ein Kunstobjekt eingebunden.                                                                         | Rillenstein von Hollenbeck  |
| Menhir von Holtum (Geest)                                   | Kirchlinteln, OT Holtum (Geest) | VER       | Monolith          | heute auf einem Privatgrundstück in Verden (Aller) aufgestellt |                             |
| Sonnenstein von Horsten                                     | Friedeburg, OT Horsten          | WTM       | verzierter Menhir | |                             |
| Rillenstein von Melzingen („Opferstein“)                    | Schwienau, OT Melzingen         | UE        | Rillenstein       | | Opferstein von Melzingen    |
| Menhiranlage von Reepsholt („Oll’ Gries“)                   | Friedeburg, OT Reepsholt        | WTM       | Menhiranlage      | |                             |
| Menhir von Ristedt („Der krumme Schneider“)                 | Syke, OT Ristedt                | DH        | Menhir            | |                             |
| Grabstelen von Soderstorf                                   | Soderstorf                      | LG        | Grabstele         | mehrere Grabstelen auf einem eisenzeitlichen Urnengräberfeld zwischen einem jungsteinzeitlichen Großsteingrab und einem bronzezeitlichen Grabhügel                                     | Nekropole von Soderstorf    |
| Steinkreise von Soderstorf                                  | Soderstorf                      | LG        | Steinkreis        | neun bis elf Steinkreise auf einem eisenzeitlichen Urnengräberfeld zwischen einem jungsteinzeitlichen Großsteingrab und einem bronzezeitlichen Grabhügel                               | Nekropole von Soderstorf    |
| Rillenstein von Stedesdorf                                  | Stedesdorf                      | WTM       | Rillenstein       | | Rillenstein von Stedesdorf  |
| Menhir von Steina                                           | Bad Sachsa, OT Steina           | GÖ        | Monolith          | Einordnung als Menhir fraglich |                             |
| Rillenstein von Tarmstedt                                   | Tarmstedt                       | ROW       | Rillenstein       | |                             |
| Menhir F1 von Uplengen                                      | Uplengen                        | LER       | Menhir            | zusammen mit einem weiteren Menhir und vier Findlingen in der Trasse eines Bohlenwegs der römischen Kaiserzeit entdeckt                                                                |                             |
| Menhir F5 von Uplengen                                      | Uplengen                        | LER       | Menhir            | zusammen mit einem weiteren Menhir und vier Findlingen in der Trasse eines Bohlenwegs der römischen Kaiserzeit entdeckt                                                                |                             |
| Menhir von Vehrte („Süntelstein“)                           | Belm, OT Vehrte                 | OS        | Menhir            | ursprünglich eventuell von einem Steinkreis umgeben | Süntelstein von Vehrte      |
| Menhir 1 von Verden (Aller)                                 | Verden (Aller)                  | VER       | Rillenstein       | zusammen mit 4500 Findlingen zwischen 1934 und 1936 im neuheidnischen „Sachsenhain“ verbaut                                                                                            | Rillenstein 1 von Verden    |
| Menhir 2 von Verden (Aller)                                 | Verden (Aller)                  | VER       | Rillenstein       | zusammen mit 4500 Findlingen zwischen 1934 und 1936 im neuheidnischen „Sachsenhain“ verbaut                                                                                            | Der Sachsenhain             |
| Menhir 3 von Verden (Aller)                                 | Verden (Aller)                  | VER       | Rillenstein       | zusammen mit 4500 Findlingen zwischen 1934 und 1936 im neuheidnischen „Sachsenhain“ verbaut                                                                                            | Der Sachsenhain             |
| Menhir 4 von Verden (Aller)                                 | Verden (Aller)                  | VER       | Rillenstein       | zusammen mit 4500 Findlingen zwischen 1934 und 1936 im neuheidnischen „Sachsenhain“ verbaut                                                                                            | Rillenstein 4 von Verden    |

### Menhire in der Freien Hansestadt Bremen
| Menhir                     | Ort                        | Landkreis | Typ         | Anmerkungen                                               | Bild |
| -------------------------- | -------------------------- | --------- | ----------- | --------------------------------------------------------- | ---- |
| Rillenstein von Leherheide | Bremerhaven, OT Leherheide | HB        | Rillenstein | heute auf dem Gelände einer Kindertagesstätte aufgestellt |      |